# Kasper Averink
Kasper Averink (Leiden, 11 juni 1993) is een Nederlands professioneel basketballer, die op het moment speelt voor Forward Lease Rotterdam in de DBL.

## Carrière
Averink doorliep de jeugdopleiding van BS Leiden en Zorg en Zekerheid Leiden. Zijn professionele carrière begon hij in Slowakije met Prievidza. In 2012 tekende hij bij ZZ Leiden. Hier speelde Averink vier seizoenen, van 2012 tot 2016.

## Erelijst
- Dutch Basketball League (1): 2013
- Supercup (1): 2012
- Kampioen Slowakije (1): 2012
- Nederlands team: U16, U18, U20 en Nederland B

## Links
- DBL Profiel